# Твін Пікс: Вогню, іди зі мною
«Твін-Пікс: Вогню, іди зі мною» (англ. Twin Peaks: Fire Walk With Me) — американський містично-драматичний фільм приквел-сиквел серіалу Твін-Пікс, створений режисером Девідом Лінчем. Сюжет охоплює розслідування вбивства Терези Бенкс спеціальним агентом ФБР Честером Дезмондом, а також останній тиждень життя Лори Палмер (Шеріл Лі). Також у фільмі частково розкривається подальша доля агента Дейла Купера.
Фільм був презентований на каннському кінофестивалі у 1992 році. У Сполучених Штатах стрічка була негативно прийнята та отримала загалом негативні рецензії від кінокритиків.
Більшість акторів основного складу серіалу взяла участь у зйомках, проте все ж деякі актори не приєдналися до акторського складу з різних причин. Замість Лари Флінн Бойл роль найкращої подруги Лори Палмер Донни Гейворд виконала акторка Мойра Келлі. Була суттєво скорочена роль спеціального агента Дейла Купера у виконанні Кайла Маклаклена. Участі у зйомках також не брала й Шерілін Фенн, тому її персонаж — Одрі Горн не присутній у фільмі.

## Сюжет
Перша частина

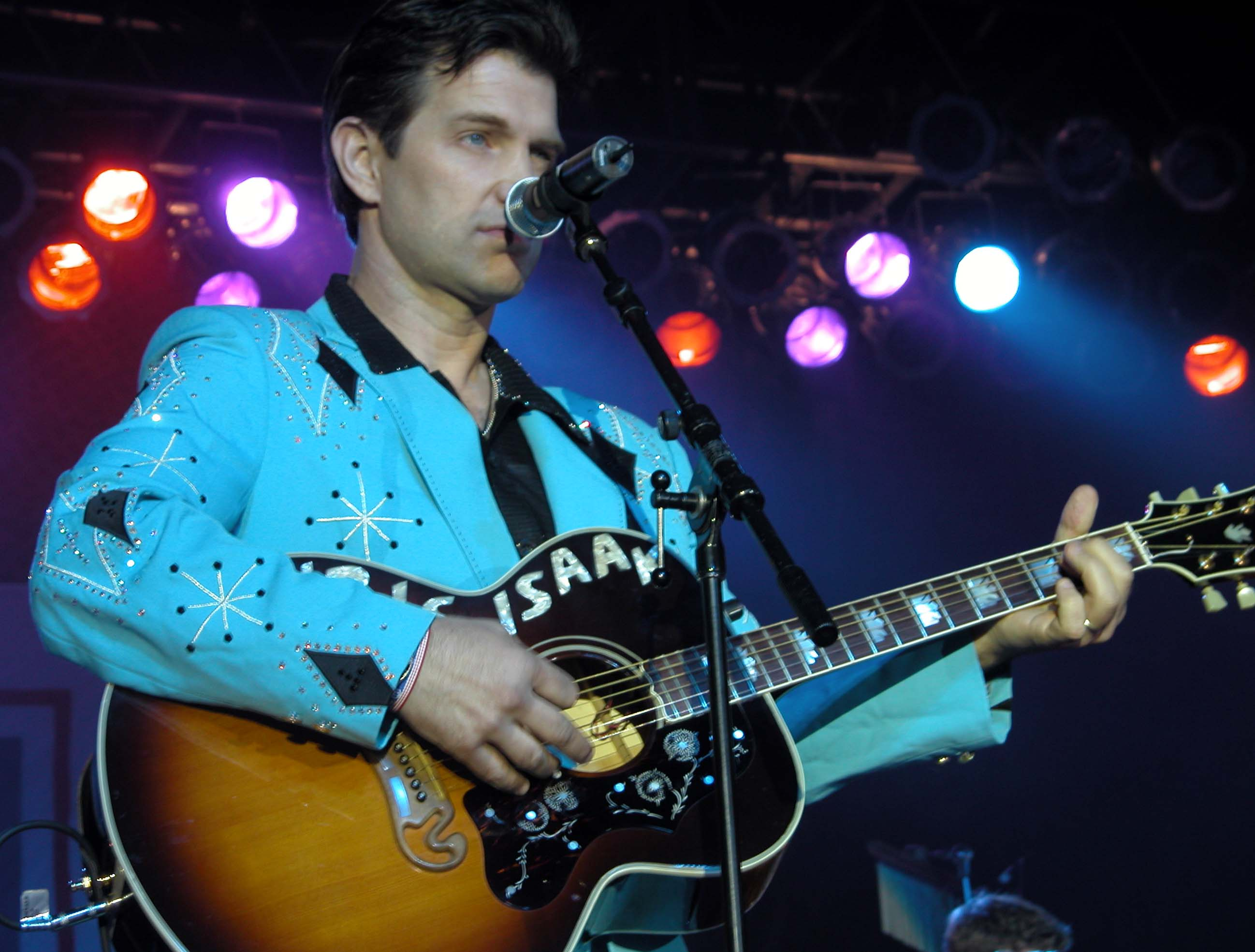
Кріс Айзек, виконавець ролі Честера Дезмонда

У маленькому містечку Дір Медоу (англ. Deer Meadow) відбулося вбивство молодої офіціантки Терези Бенкс (Памела Джидлі). Шеф ФБР Гордон Коул (Девід Лінч) наказує по телефону спеціальному агентові Честерові Дезмонду (Кріс Айзек) розпочати розслідування. Прибувши на літаку до місця подій, Дезмонд зустрічає Коула, який знайомить агента з новим напарником, агентом Семом Стенлі (Кіфер Сазерленд). Разом із тим Гордон залишає повідомлення для агента Дезмонда у вигляді своєрідного шифру — дивакуватої дівчини на ім'я Ліл, яка жестами показує деякі подробиці справи. По дорозі до міста агент Дезмонд пояснює новому напарникові значення деяких жестів, однак коли розмова доходить до так званої Блакитної Троянди, Честер відмовляється пояснити зміст цього шифрування. По прибутті в агентів складаються напруженні стосунки з місцевим шерифом, який не хоче аби ФБР лізло у справи міста. З невеликими перешкодами агентам все ж вдається провести огляд тіла Терези. Під її нігтем вони знаходять букву «Т», а також помічають слід від каблучки. У місцевому барі, де працювала Тереза, Дезмонд та Стенлі дізнаються деякі подробиці з життя дівчини, зокрема й про те, що в неї незадовго до смерті німіла рука. Агенти оглядають трейлер в якому мешкала вбита. Через деякий час Дезмонд доручає Стенлі відвести тіло до Портленда, а сам залишається ще раз оглянути місце її проживання. Під трейлером він знаходить таємничу каблучку та зникає.
У Філадельфії відбуваються дивні речі. Несподівано з'являється давно зниклий в Аргентині агент Філіп Джефріс (Девід Бові), якого дивним чином зафіксувала камера спостереження та якого ніхто окрім присутніх в офісі агента Купера (Кайл Маклаклен), шефа Гордона Коула, а також агента Альберта Розенфільда (Мігель Феррер) не бачив. Він каже, що не буде говорити про Джуді, а також розповідає про таємниче засідання, на якому були присутні: БОБ (Френк Сілва), Людина з іншого місця (Майкл Дж Андерсон), сімейка Чалфонтсів, лісоруби та інші істоти з Чорного Вігваму. Також агент Джефріс тиче пальцем у Купера і каже «Як ви думаєте, хто це такий?», — Переважно натякаючи на те, що йому відомо дещо про майбутнє Купера. Згодом Джефріс таємничо зникає. Гордон Коул повідомляє агенту Куперу про те, що зник Честер Дезмонд. Агент прибуває до трейлерів та нічого окрім саркастичного напису «Let's Rock» на лобовому склі автівки не знаходить. Доля агента Дезмонда залишається невідомою. Купер висловлює думку, що скоро станеться нове вбивство.
Друга Частина — Останній тиждень життя Лори Палмер
Рік потому, у місті Твін-Пікс, Лора Палмер — місцева красуня разом із найкращою подругою, Донною Гейворд (Мойра Келлі), йде до школи. По дорозі вони зустрічають її хлопця Боббі Бріггса (Дана Ешбрук) та його друга Майка. В школі, в туалеті, Лора нюхає кокаїн, а також таємно зраджує своєму хлопцеві з Джеймсом Герлі. Після занять подруги Лора та Донна знову зустрічають Боббі, з якими у Лори стається напружена розмова, яка тим не менш закінчується добре. Вдома, у своїй кімнаті, Лора гортає свій щоденник, та із жахом виявляє, що хтось вирвав деякі сторінки с нього. Вона каже про це своєму другові, Гарольду Сміту, який страждає агорафобією. На декілька секунд її обличчя стає жахливого темного кольору, а зуби жовтими. Це лякає Лору й Гарольда. Лора втікає та каже, що не знає коли до нього повернеться, також вона звертається по допомогу до свого психоаналітика та коханця, доктора Джакобі.
Тим часом, у Філадельфії, агент Купер каже своєму другові, агентові Альбертові Розенфільду, що вбивця Терези Бенкс скоро знову з'явиться. На запитання про можливу жертву, Купер каже, що це буде молода білявка, загублена та розчарована у світі. Розенфільд зазначає, що Купер перерахував половину школярок Америки та не надає уваги словам друга про сон, який той бачив.
Працюючи в кафе, Лора зустрічає міс Чалфонтс та її онука, який каже, що людина, яка ховається під маскою, зараз перебуває в її кімнаті, а також дає їй картину. Лора кидається до свого будинку й застає у своїй кімнаті, біля таємного місця, де вона ховає щоденник, БОБа, який зловісно посміхаючись дивиться на неї. Дівчина із шаленим жахом на обличчі, кричить та вибігає з будинку. Через декілька хвилин звідти виходить її батько Ліланд Палмер (Рей Вайз). Приголомшена дівчина, повторює про себе, що її батько не може бути БОБом. Дівчина йде до Донни та гірко плаче, обіймаючи її.
Під час вечері, вдома, Ліланд у край грубий спосіб розпитує Лору про її коханця, та наказує помити руки перед їжею. Трохи пізніше, Лора вішає картину Міс Чалфонтс на стіну. Уві сні дівчина бачить, як Дейл Купер входить у Чорний Вігвам та розмовляє з Людиною з іншого місця, який каже, що він «рука» й звучить наступним чином. Потім карлик відтворює звук, який схожий на бойовий клич індіанців. Він показує Куперові каблучку. Дейл звертається до Лори й каже, щоб вона в жодному разі не надягала її. Прокинувшись, дівчина помічає біля себе закривавлену Ені Блекберн (Гізер Грем), яка каже, що «добрий Дейл» наразі у Вігвамі та не може вибратися, та щоби Лора записала це у свій щоденник.
Зранку Лора помічає, що кільце зникло з її пальця. На вечір дівчина йде до бару «Bang Bang» на зустріч з Жаком Рено (Волтер Олкевіч). Попри заперечення Лори, до них приєднується й Донна. Жак знайомить дівчат з двома клієнтами. Всі вони йдуть до так званої «Рожевої Кімнати», щоб узяти участь в оргії. Лора під час орального сексу, обговорює вбивство Терези Бенкс з Ронетт Пуласкі (Фібі Августін). Дівчина бачить, як п'яну Донну роздягає один із чоловіків, та з криком виводить її із бару. Зранку Лора каже, що не хоче, аби Донна стала такою як вона. За нею приїздить Ліланд і забирає додому. По дорозі їх наздоганяє Однорука Людина, Майк та кричить на Ліланда, а також каже Лорі, що це на справді не її батько та показує ту саму каблучку, що робить Ліланда скаженим. Дівчина із сльозами на очах, підозріло питає чи не приходив він додому минулої п'ятниці, на що він відповідає, що не пам'ятає, однак через секунду каже, що справді заходив. Ліланд згадує про свій роман з Терезою, та також про те, що домовившись із дівчиною про оргію, він побачив там свою доньку. Також, пізніше вночі він згадує, як вбив Терезу після того, як та дізналася про його справжню особистість та намагалася його шантажувати. Згадуючи це, Ліланд ніби жалкуючи, плаче. Трошки згодом, Лора та Боббі йдуть на зустріч з продавцем кокаїну, який намагається вбити молодиків, натомість Боббі вбиває дільця. Лора у п'яний істериці каже, що Боббі вбив свого друга Майка, що бісить хлопця. Вони ховають тіло.
Наступного дня Джеймс Герлі каже, що хвилюється про дівчину. Вночі до кімнати Лори, через вікно залазить БОБ та починає її ґвалтувати. На її запитання про те, хто він такий, БОБ нарешті показує їй істину — Він, БОБ це насправді її батько Ліланд Палмер. Дівчина шалено кричить. Зранку, в останній день свого життя, Лора каже батькові, щоби він не підходив до неї. Його обличчя різко змінюється від здивованого до злого. Через депресію та надмірне споживання кокаїну дівчина не може сконцентруватись на навчанні. Згодом вона рве стосунки із Боббі Бріггсом, який розуміє, що Лора його лише використовувала заради отримання кокаїну. Янгол, який був присутній на картині Лори зникає.
Пізно вночі, Лора їде з Джеймсом Герлі до лісу, де каже, що його Лори вже не існує і водночас про те, що насправді кохає його. Потім вона бачить щось у темряві і з криком тікає. По дорозі додому вона зістрибує з мотоцикла Джеймса та тікає в ліс, де зустрічає Жака Рено, Лео Джонсона (Ерік Да Реа), та Ронетт Пуласкі. Вони їдуть до будиночка Жака де починають оргію. Жак зв'язує Лору попри її заперечення. Все це спостерігає БОБ/Ліланд. Ліланд жорстоко вимикає Жака, в той час як Лео в паніці біжить. Лора побачивши батька у паніці кричить, на що він відповідає їй тим самим, але в жахливішій формі.
БОБ тягне зв'язаних дівчат у вагон. Там він ставить перед Лорою дзеркало, в якому вона замість свого зображення бачить БОБа. Демон каже, що він хоче бути нею. Тим часом Ронетт за допомогою свого янгола, звільняється від мотузки та чує крик ззовні. Однорука Людина, Майк увесь цей час переслідував БОБа. Дівчина майже відкриває двері вагону, на що реагує БОБ та викидає її звідти і зачиняє двері, однак Майк встигає жбурнути каблучку Терези всередину. Лора надягає її, що призводить БОБа до сказу. Не зважаючи на благання свого «тіла» Ліланда, Боб жорстоко забиває її до смерті. Загорнуте у поліетилен тіло, вбивця відправляє по воді. Воно пристає до берега, де його зранку знайде Піт Мартел. БОБ входить у Чорний Вігвам, де інші мешканці вимагають від нього «гармонбозії», тобто страждання, яке відчув Ліланд та Лора через нього.
Останній кадр показує як Лора разом з агентом Купером перебуває у Червоній Кімнаті. Вона бачить свого янгола й гірко посміхається, що каже нам про те, що її душа потрапить до Раю, а агент Купер так й не вийшов з Вігваму й вимушений провести там наступних 25 років.

## У ролях

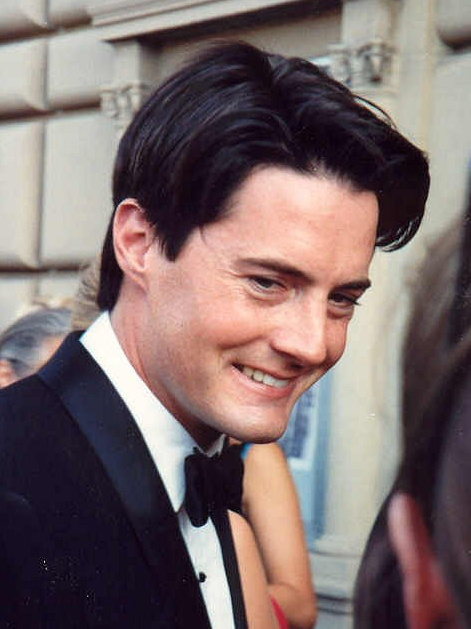
Кайл Маклаклен, виконавець ролі агента Дейла Купера

Основна інформація — Список дійових осіб та акторів «Твін-Пікс»
- Шеріл Лі — Лора Палмер
- Кайл Маклаклен — спеціальний агент Дейл Купер
- Мойра Келлі — Донна Гейворд
- Кріс Айзек — спеціальний агент Честер «Чет» Дезмонд
- Девід Лінч — шеф ФБР Гордон Коул
- Кіфер Сазерленд — агент Сем Стенлі
- Девід Бові — агент Філіп Джефріс
- Френк Сілва — БОБ
- Рей Вайз — Ліланд Палмер
- Дана Ешбрук — Боббі Бріггс
- Майкл Джей Андерсон — Людина з іншого місця
- Джеймс Маршал — Джеймс Герлі
- Грейс Забріскі — Сара Палмер
- Памела Гідлі — Тереза Бенкс
- Гізер Грем — Енні Блекберн
- Фібі Августін — Ронетт Пуласкі
- Волтер Олкевіч — Жак Рено
- Ерік ДаРе — Лео Джонсон
- Ленні фон Долен — Гарольд Сміт
- Кетрін Коулсон — Маргарет Лантерманн (Жінка з поліном)
- Мігель Феррер — агент Альберт Розенфільд
- Медхен Емік — Шеллі Джонсон
- Ел Стробел — Однорука людина (Майк)

## Зйомки
Майже одразу після закриття серіалу, було оголошено, що Девід Лінч буде знімати повнометражний фільм, однак згодом через відмову Кайла Маклаклена повертатися до ролі, зйомки були призупинені, та вже через місяць відновились. Лінчу все ж таки вдалося переконати Маклаклена повернутися до ролі Дейла Купера. Йому дали значно меншу роль ніж очікувалось спочатку. Також проект втратив й Марка Фроста, який створював Твін-Пікс разом із Девідом Лінчем. Після серії невдалих проектів та непорозумінь співробітництво Марка та Девіда завершилось. Фрост вирішив зайнятись власним кіновиробництвом. Участь у зйомках, з різних міркувань, не взяли Лара Флін Бойл та Шерілін Фенн.
Зйомки проходили у містах Снокелмі, штат Вашингтон; містах Норд Бенд та Фолл Сіті.

## Художні особливості
На відміну від серіалу, де на перший план виходили взаємовідносини між жителями Твін-Піксу і котрий значною мірою був детективною драмою, яка відсовувала на другий план містичну частину міста, особливо це характерно для першого сезону та першої частини другого сезону, у фільмі панує більш містична атмосфера жаху, сюрреалізму та психоделії. Стрічка зосереджена саме на потойбічній частині міста Твін-Пікс, приділяючи увагу стражданням Лори Палмер, та її «стосункам» з надприродною істотою на ім'я БОБ. Детективна складова панує у першій частині фільму, однак й там спостерігається значна доля містики.

## Зниклі фрагменти
У 2014 році відбувся реліз так званих «Зниклих фрагментів», які містили в собі видаленні та альтернативні сцени фільму. Так було продемонстровано, що роль агента Купера, все ж спочатку була більшою, ніж можна побачити в релізній версії стрічки. Більш детально розкривається його участь у сюжеті та подальша доля після потрапляння в Чорний Вігвам. Більш значущою також була й роль Девіда Бові, який грав агента Філіпа Джефріса. Розкривається його таємниче зникнення з готелю в Аргентині та подробиці його перебування на зустрічі духів з Вігваму. Також в сценах були присутні деякі персонажі з серіалу: шериф Гаррі Трумен (Майкл Онткін), Шеллі Джонсон (Медхен Емік), Норма Дженнінгс, «Великий» Ед Герлі та інші. Доля Енні Блекберн та імовірно наступна жертва БОБа, який перебуває вже в тілі Купера, також були показані.